# Pilar di Borbone-Spagna
Pilar di Borbone-Spagna (nome completo in spagnolo María del Pilar Alfonsa Juana Victoria Luisa Ignacia y Todos los Santos; Cannes, 30 luglio 1936 – Madrid, 8 gennaio 2020) è stata un'infanta e dirigente sportiva spagnola.
È stata la figlia maggiore dei conti di Barcellona Giovanni e Maria Mercedes, quindi sorella di Juan Carlos I. Fu la terza nipote di Alfonso XIII e dagli anni novanta si impegnò nel settore sportivo.

## Biografia

### Infanzia
Doña Pilar nacque nella casa dei genitori a Cannes, dove la famiglia reale viveva in esilio, mentre il padre Giovanni attraversava il confine con la Spagna per prendere parte alla guerra civile. Suo padrino fu il nonno paterno, Alfonso XIII (che lo fu per procura per non incontrare la moglie), e la madrina fu la nonna materna, Luisa d'Orléans. Trascorse i primi anni di vita a Roma, finché i genitori non si trasferirono a Losanna nel 1941, dove compì i primi studi. Sotto la nonna paterna, Vittoria Eugenia di Battenberg, e due tate francesi, l'infanta apprese le regole del galateo.
I conti di Barcellona lasciarono la Svizzera nel 1945 e l'anno successivo si stabilirono a Villa Giralda, ad Estoril, in Portogallo.

### Educazione

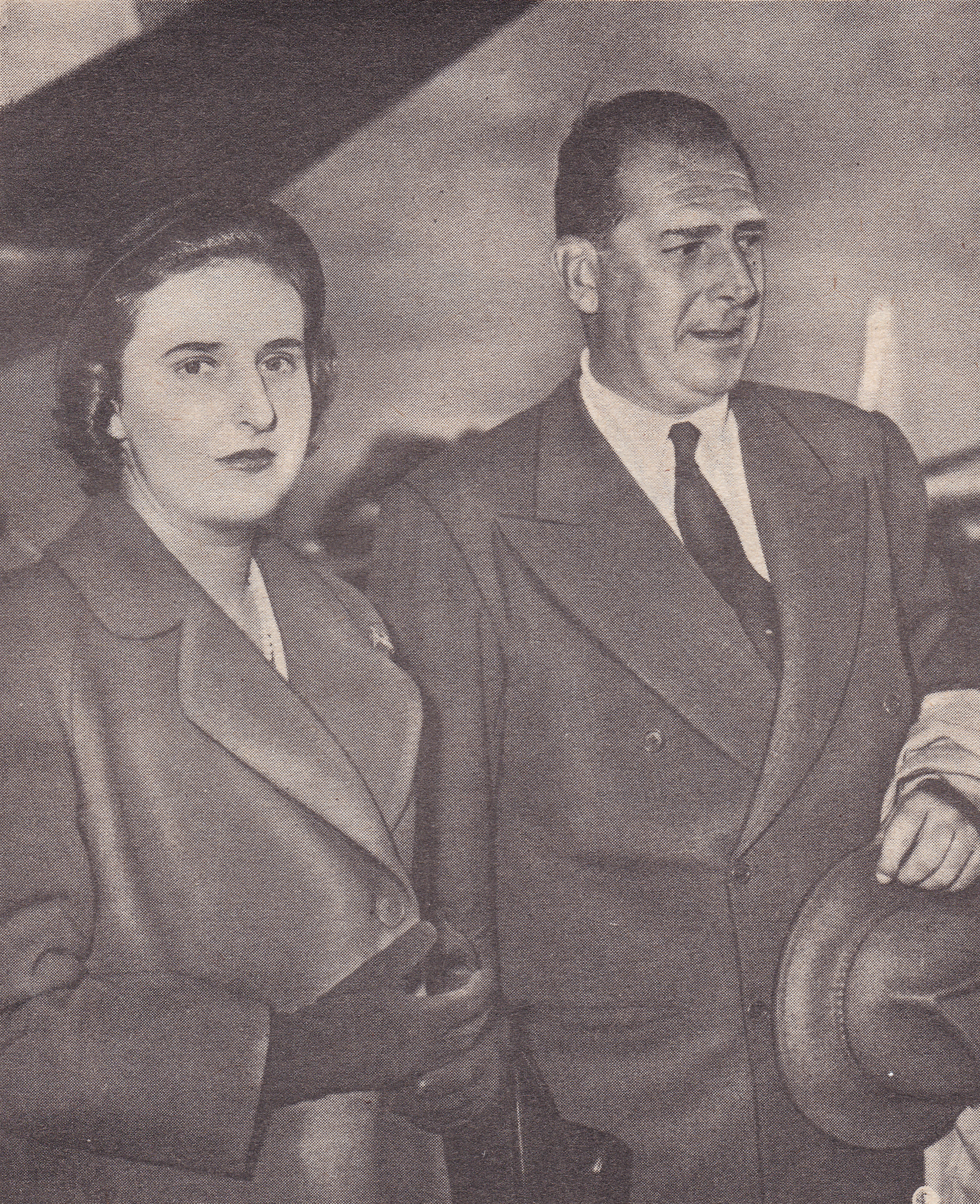
L'infanta Pilar e suo padre nel 1957

Nella capitale lusitana l'infanta frequentò il Colegio de las Esclavas del Sagrado Corazón, crescendo con l'interesse per la lettura, l'equitazione e il pianoforte.
Nel 1954 fu celebrato il suo debutto in società con un ricevimento nella villa in cui viveva la famiglia. Suo padre utilizzò l'occasione per organizzare un raduno di monarchici spagnoli, nonostante le restrizioni stabilite dal governo, che si recarono a Estoril per rendere omaggio al loro "re". L'evento fu interpretato dalla stampa internazionale come un gesto di sfida alla dittatura di Francisco Franco.
Manifestò sin da piccola la volontà di diventare infermiera, spinta dall'esperienza della nonna Vittoria Eugenia nella Croce Rossa spagnola, e abbandonò le scuole secondarie per dedicarsi alla formazione in questo campo. Studiò infatti infermieristica per tre anni alla scuola sanitaria Ravara di Lisbona e si diplomò nel 1962.
Completò gli studi in lettere a Losanna e lavorò per due anni come tirocinante all'Hospital de San José di Lisbona e poi in un dispensario pediatrico. Parlava fluentemente in spagnolo, francese, inglese, italiano e portoghese.

### Progetto nuziale
Sia suo padre che la nonna paterna pensarono di far sposare Pilar con il re Baldovino del Belgio. Nel 1958 l'infanta si recò così a Bruxelles in compagnia dei genitori, con la scusa di visitare l'Esposizione universale. Il viaggio non ebbe i risultati sperati e la regina Vittoria Eugenia organizzò un altro incontro nella sua abitazione di Losanna, dove i due ebbero modo di vedersi.
Per non farla viaggiare da sola in Svizzera, le venne affidata come accompagnatrice Fabiola de Mora y Aragón, figlioccia della nonna. Anche il secondo incontro non fece andare il progetto in porto, fu infatti la sua dama di compagnia, poco dopo, a sposare il re.

### Matrimonio

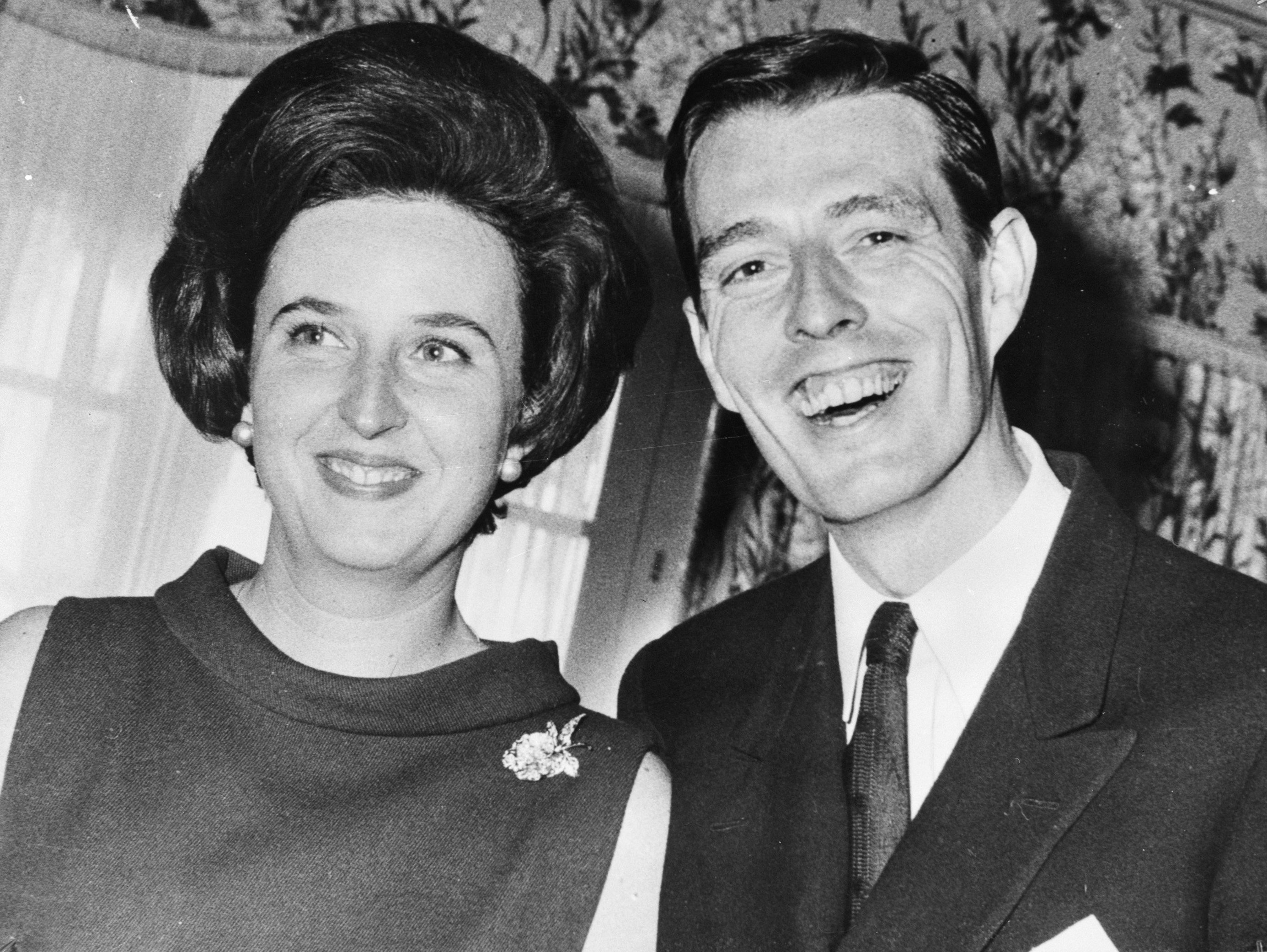
Pilar e suo marito il 5 gennaio 1967

La principessa sposò Luis Gómez-Acebo y Duque de Estrada, II visconte de la Torre (1934-1991), il 5 maggio 1967 nel monastero dos Jerónimos. Sposando un uomo di rango inferiore, rinunciò ai diritti di successione al trono nel rispetto della Prammatica Sanzione.
Conobbe suo marito, con cui si stabilì in Spagna, a casa di Simeone II di Bulgaria e di sua moglie Margarita Gómez-Acebo, cugina del visconte. Nel mese precedente, Francisco Franco le riconobbe il titolo di duchessa di Badajoz (conferitole dal padre in vista del matrimonio) con decreto 758/1967 del 13 aprile.
Secondo la tradizione spagnola i testimoni di nozze furono il padre della sposa e la madre dello sposo. Tuttavia i genitori di Pilar accettarono con delusione per la poca convenienza dell'unione. L'approvazione del padre fece attendere molto la celebrazione del matrimonio, in quanto era sua ferma volontà che il primo a sposarsi, tra i suoi figli, fosse Juan Carlos.

### Attività

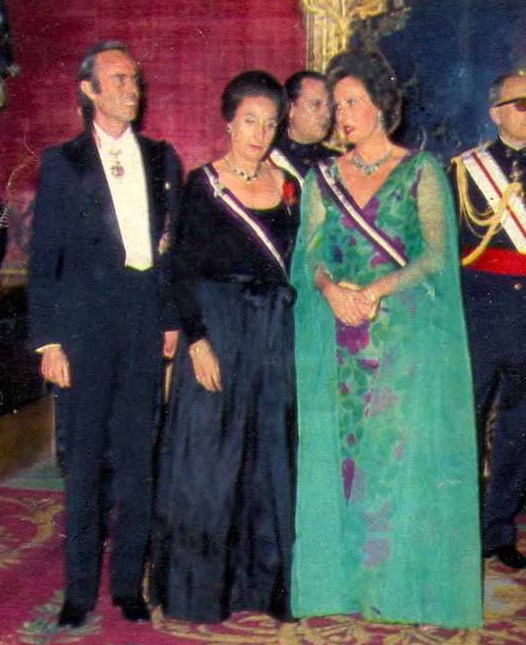
Pilar, a destra, con la sorella Margherita nel 1978

Il 28 maggio 1963 la copertura interna della stazione Cas do Sodré crollò, causando feriti e un alto numero di morti. Pilar, che all'epoca lavorava all'ospedale Dos Capuchos, prese parte all'assistenza ai lesi e all'avvolgimento dei cadaveri. Dal 1967 fino alla morte fu attiva nel ruolo di presidentessa onoraria nell'organizzazione Nuevo Futuro, dedita al sostegno ai bambini orfani.
Per il soccorso da lei prestato ai civili di Lisbona dopo che la città fu colpita da inondazioni, António de Oliveira Salazar le conferì l'Ordine dell'infante Dom Henrique nel 1968. Nel maggio 1985 presiedette il gala di beneficenza organizzato dall'ONG Adevida, all'interno dei Centri di Accoglienza per la Vita. Fu anche presidentessa onoraria dell'ONG Ayuda en Acción, che sostiene progetti di sviluppo nel Centro America.
Nel 1987 ricevette la medaglia d'oro dal Queen Sofía Spanish Institute di New York. In rappresentanza della famiglia reale partecipò ad eventi all'estero quali l'incoronazione di Beatrice dei Paesi Bassi nel 1980 o il funerale di Diana Spencer nel 1997. Fu membro del consiglio di fondazione della Fundación Colección Thyssen-Bornemisza e dal 2007 al 2009 fu presidentessa di Europa Nostra, attiva in Europa nella salvaguardia della cultura e della natura.

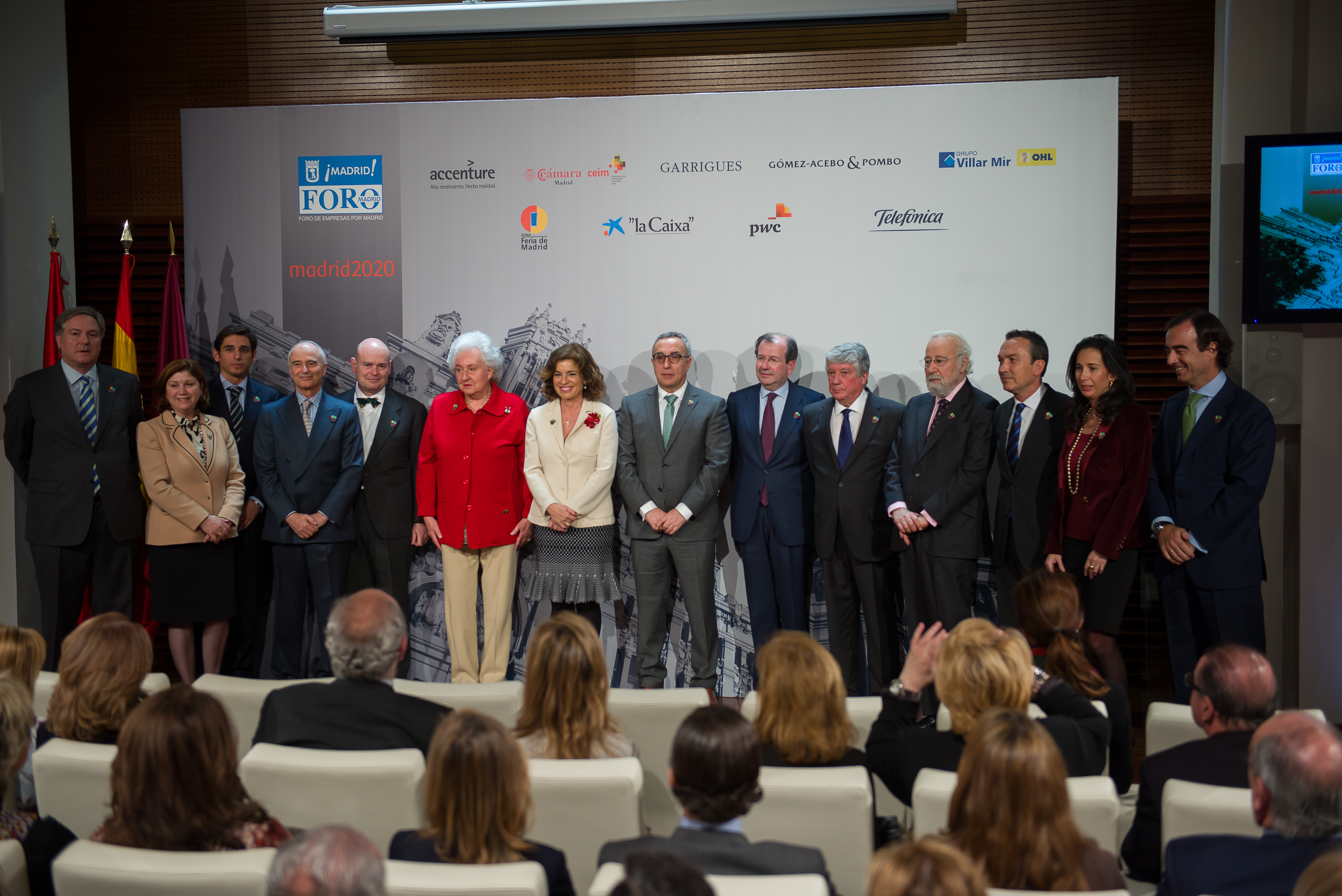
Pilar al Foro Madrid

Nel 2016 venne menzionata nei Panama Papers in riferimento alla società offshore Delantera Financiera S.A., da lei presieduta e amministrata dal 1974 fino al 24 giugno 2014 (cinque giorni dopo la salita al trono del nipote Filippo). L'infanta dichiarò che la società non aveva mai violato la legislazione fiscale spagnola e che lo scioglimento della stessa non era correlato all'abdicazione del fratello.

### Attività sportive

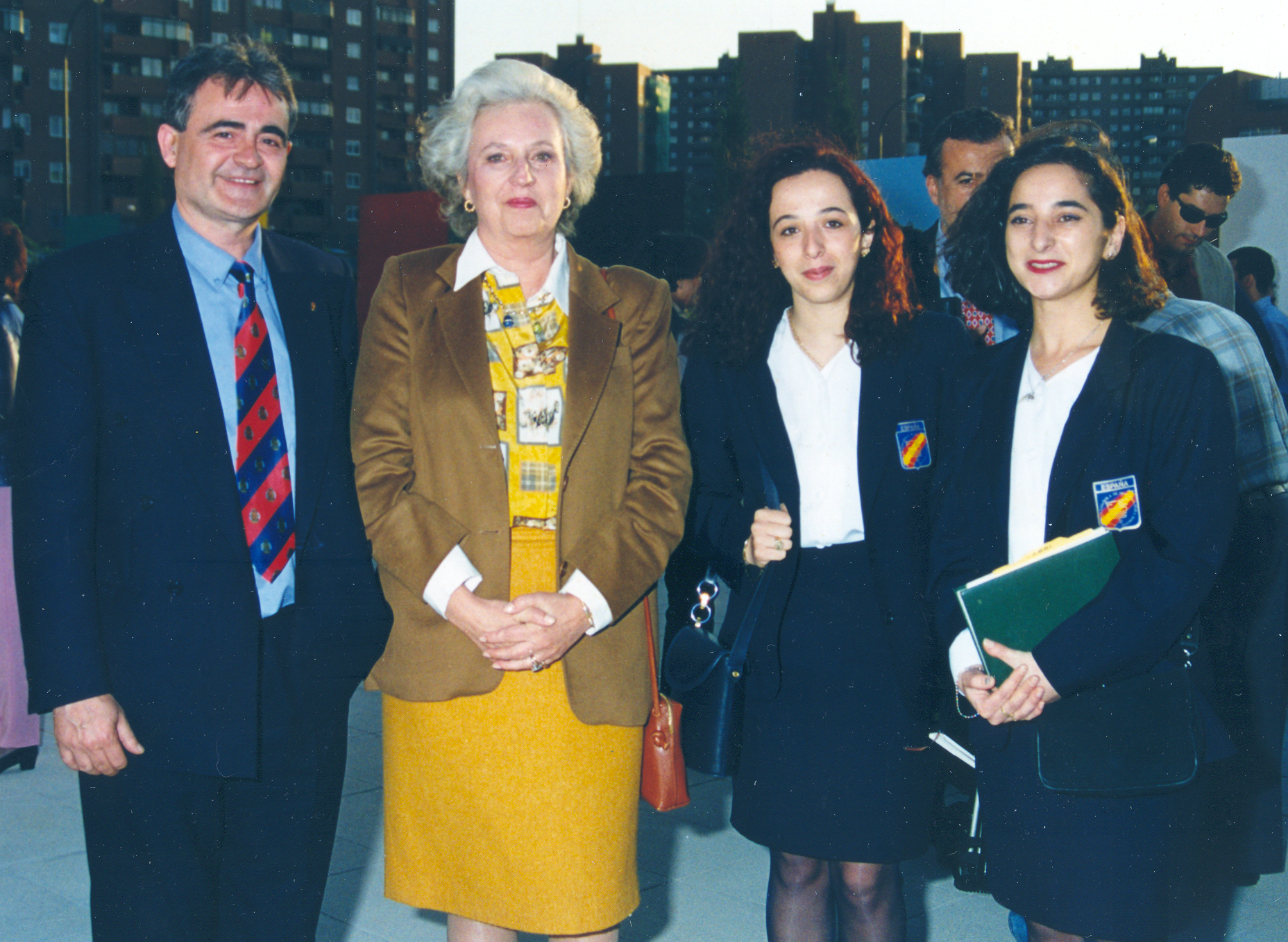
Doña Pilar dopo un'assemblea del Comitato Olimpico spagnolo

Iniziò la carriera di amministratrice sportiva in qualità di presidente della Federazione internazionale sport equestri (FEI), venendo eletta tre volte, dal marzo 1994 al 2006. Nel luglio 1996 entrò a far parte del Comitato Olimpico Internazionale, come membro della Commissione Sport e Ambiente dal 1999, per poi diventarne membro onorario al termine della sua presidenza nella FEI.
Fu presidentessa onoraria della Federazione Equestre Spagnola e fece parte del comitato esecutivo del Comitato Olimpico spagnolo, che nel 2002 le conferì il Trofeo CIO 2000, Deporte y Universalidad. Nel medesimo anno fu insignita dell'Ordine reale del merito sportivo.

### Problemi di salute e morte

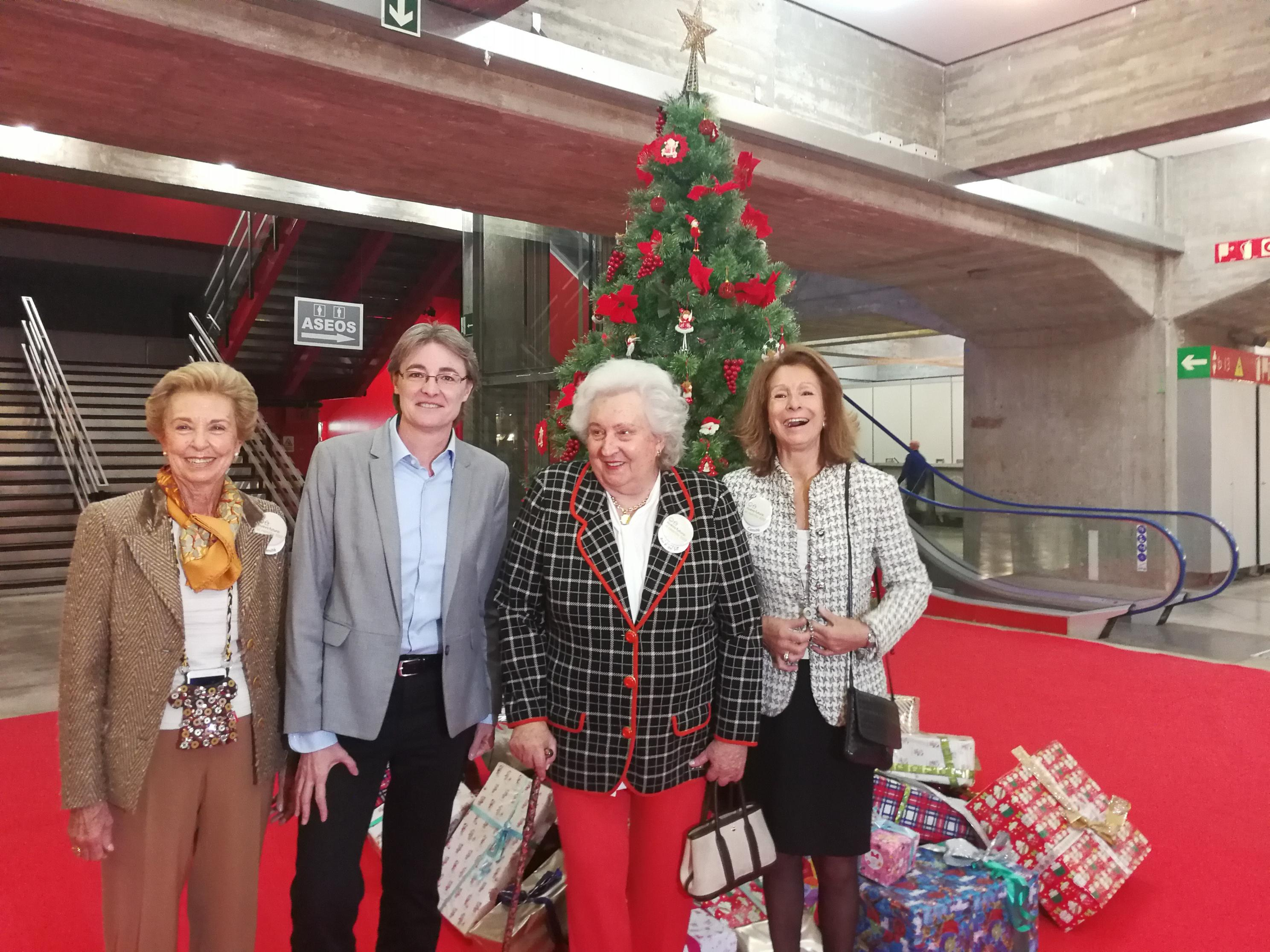
Doña Pilar a un'iniziativa a sostegno dei bambini vulnerabili nel 2017

Nel settembre 1983 venne operata d'urgenza a causa di un volvolo, all'ospedale Ramón y Cajal. Nell'aprile 1993 subì un intervento ginecologico e nel 1999 uno all'anca.
Il 1⁰ febbraio 2019 venne ricoverata nella Clinica Ruber di Madrid a causa di un cancro al colon. A maggio subì un intervento per lo stesso motivo e il 31 agosto venne nuovamente ricoverata a Maiorca, per un calo delle difese immunitarie che la fece ammalare di bronchite e polmonite.
Morì l'8 gennaio 2020 all'Hospital Ruber Internacional di Madrid a causa del cancro al colon, intorno alle 14:30, dopo un ricovero durato tre giorni. Il funerale si tenne il 29 gennaio nel monastero dell'Escorial e la salma venne poi tumulata nel cimitero di Sant'Isidoro nel mausoleo della famiglia del marito.

## Discendenza
Pilar di Borbone-Spagna e Luis Gómez-Acebo y Duque de Estrada ebbero una figlia e quattro figli:
- S. E. Simoneta Luisa Gómez-Acebo y de Borbón (n. il 28 ottobre 1968);
- S. E. Juan Filiberto Nicolás Gómez-Acebo y de Borbón (1969-2024), III Visconte de la Torre;
- S. E. Bruno Alejandro Gómez-Acebo y de Borbón (n. il 15 giugno 1971);
- S. E. Beltrán Luis Alfonso Gómez-Acebo y de Borbón (n. il 20 maggio 1973);
- S. E. Fernando Humberto Gómez-Acebo y de Borbón (1974-2024).

## Titoli e trattamento

Stendardo personale di Pilar

- 6 novembre 1936 - 13 aprile 1967: Sua Altezza Reale, l'infanta doña Pilar di Spagna
- 13 aprile 1967 - 5 maggio 1967: Sua Altezza Reale, l'infanta doña Pilar di Spagna, duchessa di Badajoz
- 5 maggio 1967 - 9 marzo 1991: Sua Altezza Reale, l'infanta doña Pilar di Spagna, duchessa di Badajoz, viscontessa de la Torre
- 9 marzo 1991 - 8 gennaio 2020: Sua Altezza Reale, l'infanta doña Pilar di Spagna, duchessa di Badajoz, viscontessa vedova de la Torre

## Onorificenze

Lo stemma personale dell'infanta Pilar come duchessa di Badajoz.

## Ascendenza
|                                       |                                |                                         | Genitori                              |  |  | Nonni |  |  | Bisnonni              |  |  | Trisnonni                            |  |
|                                       |                                |                                         |                                       |  |  |       |  |  | Alfonso XII di Spagna |  |  | Francesco d'Assisi di Borbone-Spagna |  |
|                                       |                                |                                         |                                       |  |  |       |  |  | Alfonso XII di Spagna |  |  | Francesco d'Assisi di Borbone-Spagna |  |
|                                       |                                | Isabella II di Spagna                   |                                       |  |  |       |  |  | Alfonso XII di Spagna |  |  |                                      |  |
| Alfonso XIII di Spagna                |                                |                                         |                                       |  |  |       |  |  | Alfonso XII di Spagna |  |  |                                      |  |
|                                       |                                | Maria Cristina d'Asburgo-Teschen        | Carlo Ferdinando d'Austria-Teschen    |  |  |       |  |  |                       |  |  |                                      |  |
|                                       |                                | Maria Cristina d'Asburgo-Teschen        | Carlo Ferdinando d'Austria-Teschen    |  |  |       |  |  |                       |  |  |                                      |  |
|                                       |                                | Maria Cristina d'Asburgo-Teschen        | Elisabetta Francesca d'Asburgo-Lorena |  |  |       |  |  |                       |  |  |                                      |  |
| Giovanni di Borbone-Spagna            |                                | Maria Cristina d'Asburgo-Teschen        |                                       |  |  |       |  |  |                       |  |  |                                      |  |
|                                       |                                | Enrico di Battenberg                    | Alessandro d'Assia                    |  |  |       |  |  |                       |  |  |                                      |  |
|                                       |                                | Enrico di Battenberg                    | Alessandro d'Assia                    |  |  |       |  |  |                       |  |  |                                      |  |
|                                       |                                | Enrico di Battenberg                    | Julia von Hauke                       |  |  |       |  |  |                       |  |  |                                      |  |
| Vittoria Eugenia di Battenberg        |                                | Enrico di Battenberg                    |                                       |  |  |       |  |  |                       |  |  |                                      |  |
|                                       |                                | Beatrice di Sassonia-Coburgo-Gotha      | Alberto di Sassonia-Coburgo-Gotha     |  |  |       |  |  |                       |  |  |                                      |  |
|                                       |                                | Beatrice di Sassonia-Coburgo-Gotha      | Alberto di Sassonia-Coburgo-Gotha     |  |  |       |  |  |                       |  |  |                                      |  |
|                                       |                                | Beatrice di Sassonia-Coburgo-Gotha      | Vittoria del Regno Unito              |  |  |       |  |  |                       |  |  |                                      |  |
| Pilar di Borbone-Spagna               |                                | Beatrice di Sassonia-Coburgo-Gotha      |                                       |  |  |       |  |  |                       |  |  |                                      |  |
|                                       | Alfonso di Borbone-Due Sicilie | Ferdinando II delle Due Sicilie         |                                       |  |  |       |  |  |                       |  |  |                                      |  |
|                                       | Alfonso di Borbone-Due Sicilie | Ferdinando II delle Due Sicilie         |                                       |  |  |       |  |  |                       |  |  |                                      |  |
|                                       | Alfonso di Borbone-Due Sicilie | Maria Teresa d'Asburgo-Teschen          |                                       |  |  |       |  |  |                       |  |  |                                      |  |
| Carlo Tancredi di Borbone-Due Sicilie | Alfonso di Borbone-Due Sicilie |                                         |                                       |  |  |       |  |  |                       |  |  |                                      |  |
|                                       |                                | Maria Antonietta di Borbone-Due Sicilie | Francesco conte di Trapani            |  |  |       |  |  |                       |  |  |                                      |  |
|                                       |                                | Maria Antonietta di Borbone-Due Sicilie | Francesco conte di Trapani            |  |  |       |  |  |                       |  |  |                                      |  |
|                                       |                                | Maria Antonietta di Borbone-Due Sicilie | Maria Isabella d'Asburgo-Toscana      |  |  |       |  |  |                       |  |  |                                      |  |
| Maria Mercedes di Borbone-Due Sicilie |                                | Maria Antonietta di Borbone-Due Sicilie |                                       |  |  |       |  |  |                       |  |  |                                      |  |
|                                       |                                | Luigi Filippo Alberto d'Orléans         | Ferdinando Filippo d'Orléans          |  |  |       |  |  |                       |  |  |                                      |  |
|                                       |                                | Luigi Filippo Alberto d'Orléans         | Ferdinando Filippo d'Orléans          |  |  |       |  |  |                       |  |  |                                      |  |
|                                       |                                | Luigi Filippo Alberto d'Orléans         | Elena di Meclemburgo-Schwerin         |  |  |       |  |  |                       |  |  |                                      |  |
| Luisa d'Orléans                       |                                | Luigi Filippo Alberto d'Orléans         |                                       |  |  |       |  |  |                       |  |  |                                      |  |
|                                       |                                | Maria Isabella d'Orléans                | Antonio Maria Filippo Luigi d'Orleans |  |  |       |  |  |                       |  |  |                                      |  |
|                                       |                                | Maria Isabella d'Orléans                | Antonio Maria Filippo Luigi d'Orleans |  |  |       |  |  |                       |  |  |                                      |  |
|                                       |                                | Maria Isabella d'Orléans                | Luisa Ferdinanda di Borbone-Spagna    |  |  |       |  |  |                       |  |  |                                      |  |
|                                       |                                | Maria Isabella d'Orléans                |                                       |  |  |       |  |  |                       |  |  |                                      |  |